# Rouffiac (Charente-Maritime)
Rouffiac é uma comuna francesa na região administrativa da Nova Aquitânia, no departamento de Charente-Maritime. Estende-se por uma área de 5,85 km². Em 2010 a comuna tinha 473 habitantes (densidade: 80,9 hab./km²).